# ساقلتة والعرب، سوهاج
```
ساقلتة والعرب هي إحدى القرى التابعة 
محافظة سوهاج
 في 
جمهورية مصر العربية
. حسب إحصاءات سنة 2006، بلغ إجمالي السكان في ساقلتة والعرب 6000 نسمة، منهم 3000 رجل و3000امرأة.
[
1
]
 ومن أعلامها المخرج السينمائي 
عاطف الطيب
.
```